# Sicherheitskarte (Plan)
Eine Sicherheitskarte ist ein Verkehrsplan in Form einer Spezial- bzw. Übersichtskarte, in dem gefährliche Wegstrecken zum Zweck einer späteren zeitnahen Entschärfung der möglichen Unfallschwerpunkte festgehalten werden. Die Karten werden mit Unterstützung der Automobilclubs erstellt.

## Wesen
Die anhand des 2001 eingeführten European Road Assessment Programs (EuroRAP) gewonnenen Daten (bestehend aus den veröffentlichten Unfallberichten und regelmäßigen Befahrungen hinsichtlich Straßenausstattung und -gestaltung) werden einerseits kartografiert veröffentlicht und andererseits der Verkehrsplanung zur Abarbeitung überreicht. Somit soll ein Straßen-Sicherheitsatlas auf Europäischer Ebene bis 2011 entstehen.